# Il piacere della disonestà
Il piacere della disonestà (Mr. Topaze) è un film comico britannico del 1961 diretto ed interpretato da Peter Sellers al debutto come regista.
Negli Stati Uniti d'America il film venne distribuito con il titolo I Like Money.
Il film si basa sulla commedia teatrale Topaze di Marcel Pagnol.

## Trama
Il signor Topaze è un insegnante di scuola senza pretese in una piccola città francese che è onesto fino al midollo. Viene licenziato quando si rifiuta di dare un voto positivo a un pessimo studente, nipote di una ricca baronessa. Castel Benac, un funzionario del governo che gestisce un'attività finanziaria disonesta, viene convinto dalla sua amante, Suzy, un'attricetta di commedie musicali, ad assumere Mr. Topaze come "prestanome" per i suoi loschi affari. A poco a poco, Topaze diventa un rapace finanziere che sacrifica la sua onestà per il successo e, in un ultimo colpo di spavalderia negli affari, licenzia Benac e acquisisce Suzy nell'accordo. Un vecchio amico e collega, Tamise lo interroga e dice a Topaze che ciò che dice e pratica ora indica che non ci sono più uomini onesti ormai.

## Accoglienza
In una recensione apparsa sul New York Times, Bosley Crowther scrisse: "Per la maggior parte, Mr. Sellers recita troppo rigidamente, e la colpa è sua, perché è anche il tipo che ha diretto il film. Evita le opportunità comiche, prende il ruolo troppo sul serio", concludendo poi: "Di conseguenza, è solo un po' noioso, e questa è la morte per un personaggio di Sellers."